# 獨立混成第1旅團
独立混成第1旅团是大日本帝国陸軍的一个独立混成旅团。1934年（昭和9年）第一次编成，1939年（昭和14年）第二次编成。

## 第一次編成
第一次編成的独立混成第1旅团是聯合兵種機械化部隊。1934年（昭和9年）3月17日編成，属于關東軍，司令部驻公主嶺。
1936年（昭和11年）渋谷安秋大佐指揮的渋谷支隊（步兵1個大隊、戰車1個中隊基幹）出動参加了绥远抗战。
1937年（昭和12年）7月7日盧溝橋事件發生，旅团编入中国驻屯军，戰車第3大隊7月13日从公主嶺出發，7月17日抵达北平，参与对通州事件作战。8月16日恢复归属于關東軍，编入張家口方面作战的察哈爾派遣兵团（俗称東條兵团），参与了察南、晋北作战、太原攻略戰（山西作戰），旅团指揮下的裝甲部隊使用戰車第4大隊配属给第5師团指揮。1937年（昭和12年）10月宁武县占領後，在原平的忻口鎮与中国军队激戰，第2中隊長百武俊吉大尉、第3中隊長林田貢大尉戰死、輕裝甲車中隊長久保達夫大尉重傷致残。当时第1、第2中隊的戰車为八九式中戰車、九五式轻战车、九二式重裝甲車。1938年（昭和13年）8月12日，旅团廢止，戰車部隊调归第1戰車團，改編为独立步兵第1連隊、步兵第88連隊改称琿春駐屯隊。

### 历代旅团長
- 藤田進少将：1934年（昭和9年）4月28日 - 1936年（昭和11年）3月7日
- 篠塚義男少将：1936年（昭和11年）3月7日 - 1937年（昭和12年）3月1日
- 酒井鎬次（日语：酒井鎬次）少将：1937年（昭和12年）3月1日 - 1938年（昭和13年）3月1日
- 安岡正臣中将：1938年（昭和13年）3月1日 - 廢止

### 旅團的編成
| 独立步兵第1連隊 （人員：2590、車輛：297）  | 第1大隊        | 3個中隊、機關槍中隊（九二式重机枪）   |
| 独立步兵第1連隊 （人員：2590、車輛：297）  | 第2大隊        | 3個中隊、機關槍中隊（九二式重機關槍） |
| 独立步兵第1連隊 （人員：2590、車輛：297）  | 第3大隊        | 3個中隊、機關槍中隊（九二式重機關槍） |
| 独立步兵第1連隊 （人員：2590、車輛：297）  | 步兵砲中隊     | 九二式步兵炮×4                        |
| 独立步兵第1連隊 （人員：2590、車輛：297）  | 速射砲中隊     | 九四式37mm速射砲×6                    |
| 独立步兵第1連隊 （人員：2590、車輛：297）  | 輕裝甲車中隊   | 九四式轻装甲车×17                     |
| 戰車第3大隊 （人員：376、車輛：92）        | 第1中隊        | 八九式中战车×13、九四式輕裝甲車×7     |
| 戰車第3大隊 （人員：376、車輛：92）        | 第2中隊        | 八九式中戰車×13、九四式輕裝甲車×7     |
| 戰車第3大隊 （人員：376、車輛：92）        | 材料廠         |                                       |
| 戰車第4大隊 （人員：856、車輛：192）       | 第1中隊        | 八九式中戰車×15、九四式輕裝甲車×7     |
| 戰車第4大隊 （人員：856、車輛：192）       | 第2中隊        | 八九式中戰車×15、九四式輕裝甲車×7     |
| 戰車第4大隊 （人員：856、車輛：192）       | 第3中隊        | 八九式中戰車×15、九四式輕裝甲車×7     |
| 戰車第4大隊 （人員：856、車輛：192）       | 輕裝甲車中隊   | 九四式輕裝甲車×20                     |
| 戰車第4大隊 （人員：856、車輛：192）       | 裝甲自動車中隊 | 九二式裝甲自動車×17                   |
| 戰車第4大隊 （人員：856、車輛：192）       | 材料廠         |                                       |
| 独立野砲兵第1大隊 （人員：667、車輛：130） | 第1中隊        | 九〇式野炮×4                          |
| 独立野砲兵第1大隊 （人員：667、車輛：130） | 第2中隊        | 九〇式野砲×4                          |
| 独立野砲兵第1大隊 （人員：667、車輛：130） | 第3中隊        | 九〇式野砲×4                          |
| 独立工兵第1中隊                            |                | 人員：194、車輛：16                   |

旅團合計——人員：4,750名、車輛：744輛（人員、車両数は定数）

## 第二次編成
第二次編成的独立混成第1旅团，由第109師团復員残置要員为基幹，1939年（昭和14年）7月22日于華北編成。北支那方面軍直属部隊，在河北省担任警備治安維持担当、在邯鄲迎来終戰。

### 歷代旅團長
- 谷口呉朗（日语：谷口呉朗）少将：1939年（昭和14年）9月1日 - 1941年（昭和16年）3月1日
- 鈴木貞次（日语：鈴木貞次）少将：1941年（昭和16年）3月1日 - 1942年（昭和17年）8月1日
- 小松崎力雄（日语：小松崎力雄）少将：1942年（昭和17年）8月1日 - 終戰

### 終戰時所屬部隊
- 独立步兵第72大隊：馬見塚八蔵少佐
- 独立步兵第73大隊：重川秋光少佐
- 独立步兵第74大隊：越山貞次大尉
- 独立步兵第75大隊：二村銀蔵少佐
- 独立步兵第76大隊：堀田房吉大佐
- 独立混成第1旅团砲兵隊：高橋啓郎少佐
- 独立混成第1旅团工兵隊：蛭子幸二郎大尉
- 独立混成第1旅团通信隊：大沢宏大尉